# David Davis Cámara
David Davis Cámara (Santa María de Palautordera, 25 de octubre de 1976) es un exbalonmanista y entrenador español. Como jugador, tras destacar en el BM Valladolid de Juan Carlos Pastor, militó durante seis temporadas en los años de oro del exitoso BM Ciudad Real de Talant Dujshebaev y cerró su carrera deportiva después de agotar la etapa de trasvase de los manchegos al BM Atlético de Madrid. Jugaba en la posición de extremo izquierdo, considerado uno de los mejores del mundo por su labor en la posición de avanzado en la defensa 5:1. Mide 1.85 metros y pesa 92 kg.
Desde 2014 vive una nueva fase en los banquillos. 
Comenzó su trabajo como entrenador en el equipo técnico del RK Vardar junto a Raúl González Gutiérrez, con quien ganó la Liga de Campeones de la EHF en 2017 después de haber rozado su participación en la Final Four de Colonia en las dos temporadas previas desde la Liga Macedonia. Volvieron a lograr la clasificación para la Final4 de la EHFCL en 2018.
En verano de 2018, tomó las riendas de la selección nacional egipcia, con quien compitió en el Mundial de Dinamarca de 2019 logrando un histórico octavo lugar seis meses después. 
En octubre de 2018 se hizo cargo del Telekom Veszprém. En una temporada muy complicada logró recuperar al equipo hasta proclamarse campeón de la Liga húngara y de la SEHA League, al tiempo que lograron alcanzar la final de la Champions. 
La Federación egipcia exigió entonces a Davis exclusividad para su proyecto y ante el ultimátum el español decidió continuar al frente de Telekom Veszprém. 
Durante la pandemia, en la temporada 2019/2020 y después de la cancelación de las competiciones nacionales, el equipo volvió a ganarse un puesto en la Final4. 
En 2021, tras caer en cuartos ante el Nantes y alzar la Copa húngara, Davis se desvincula de los magiares.
En enero de 2022, el entrenador español vuelve a Skopie para dirigir el RK Vardar, que a esas alturas de la temporada cierra su grupo de Champions League y a duras penas se mantiene vivo en la competición nacional. El equipo consigue pasar la complicada fase de grupos y cae ante el Telekom Veszprém (después de arrancar un empate junto al Balaton). Pese a las numerosas lesiones y las dificultades económicas, los macedonios se proclaman campeones de Liga y Copa. La sanción de la EHF que impide disputar al RK Vardar las competiciones europeas separó sus caminos.

## Clubes

### Como jugador
- CH Palautordera
- BM Granollers
- Naranco Oviedo (1995-1996)
- Teucro Caja Pontevedra (1996-1997)
- BM Altea (1997-1999)
- BM Valladolid (1999-2005)
- BM Ciudad Real (2005-2011)
- BM Atlético Madrid (2011-2013)
- FC Porto (2013)

### Como entrenador
- RK Vardar (2014-2017, asistente)
- RK Vardar Women (2016-2017)
- Selección de balonmano de Rusia (2017-2018)
- Selección de balonmano de Egipto (2018-2019)
- Telekom Veszprém (2018-2021)
- RK Vardar (enero de 2022-junio de 2022)
- Al Alhy (octubre de 2022-2024)
- Dinamo Bucuresti (2024-2025)

## Palmarés

### Como jugador

#### Clubes
- 3 Copas de Europa 2005-2006, 2007-2008 y 2008-2009.
- 4 Ligas ASOBAL 2006-2007 2007-2008, 2008-2009 y 2009-2010.
- 5 Copas del Rey 2004-2005, 2007-2008, 2010-2011, 2011-2012 y 2012-13.
- 3 Supercopa de España 2007-2008, 2009-2010 y 2011-12.
- 5 Copas ASOBAL 2002-2003, 2005-2006, 2006-2007, 2007-2008 y 2010-2011.
- 1 Copa EHF 1994-1995.
- 3 Supercopas de Europa 2005-2006, 2006-2007 y 2008-2009.
- 3 Mundial de Clubes 2006-2007, 2009-2010 y 2012-2013.
- Subcampeón Liga ASOBAL 2005-06, 2010-11, 2011-12 y 2012-13.
- Subcampeón de la Copa del Rey 1999-2000 y 2008-2009.
- Subcampeón de la Supercopa de España 2008-2009 y 2012-13.
- Subcampeón de la Copa ASOBAL 2012-13.
- Subcampeón de la Copa de Europa 2011-12.
- Subcampeón de la Recopa Europa 2003-2004.
- Subcampeón de la City Cup 1999-2000.

#### Selección española
- Medalla de Bronce en los Juegos Olímpicos de 2008
- Medalla de Oro en el Campeonato del Mundo de 2005
- Medalla de Oro en los Juegos Mediterráneos de 2005
- Medalla de Plata en el Campeonato de Europa de 2006

- Campeón de Europa Juvenil 1994.
- Campeón España Júnior 1995/1996.
- Campeón de España Júnior 1994/1995.
- 4 Campeonatos de España en categorías inferiores.

### Como entrenador
- Campeón Velux Champions League 2016-2017 (RK Vardar)
- Subcampeón Velux Champions League 2018-2019 (MKB Veszprém)
- Campeón African Supercup 2022-2023 (Al Alhy)
- Liga SEHA 2013-2014, 2017
- Copa Macedonia 2013-2014, 2014-2015, 2015-2016,2016-2017, 2021-2022
- Liga Macedonia 2014-2015, 2015-2016, 2016-2017, 2021-2022
- Liga Húngara 2018-2019, 2019-2020
- SuperCopa Egipcia 2023-24
- Copa Húngara 2020-2021
- Liga Egipcia 2022-2023, 2023-24
- Copa Egipcia 2022-2023
- SuperCopa Rumania 2024-25
- Copa Rumania 2024-25
- Liga Rumania 2024-25